# 祖父江一秀
祖父江 一秀（そぶえ かつひで）は、安土桃山時代から江戸時代初期にかけての武将。土佐山内氏の家臣。正式な名乗りは藤原 一秀（ふじわら の かつひで）。

## 略歴
浅井旧臣で豊臣秀次の家臣だった筧源右衛門の子として誕生。その後、父が没すると、母の再婚先である祖父江氏の家督を継ぐ。
主君・一豊が土佐藩主となると1000石を知行、幡多郡中村に居る。
大坂冬の陣では大坂には従わずに土佐にとどまり、呼応して中村を攻めようとした長宗我部遺臣の反乱を奇計を持って鎮圧し、首領・奥宮伝兵衛を捕え渡川河原にこれを磔とした。